# Sleetmute
Sleetmute (Cellitemiut  en langue Yupik) est une census-designated place d'Alaska aux États-Unis dans la Région de recensement de Bethel dont la population était de 86 habitants en 2010.

## Situation - climat
Elle est située sur la rive est de la rivière Kuskokwim à son confluent avec la rivière Holitna, à 127 km d'Aniak, 267 km de Bethel et 391 km d'Anchorage.
Les températures vont de 32 °C en été et de −50 °C en hiver.

## Histoire - activités locales
Sleetmute a été fondée par les Ingaliks. Son nom signifie le peuple de la pierre à aiguiser, en référence aux gisements d'ardoise voisins. Le village a aussi été connu sous les noms de Sikmiut, Steelmut, et Steitmute.
Dans les années 1830, les Russes avaient fondé un comptoir commercial à 2,4 km du confluent, mais ils l'ont déplacé ensuite en 1941. Frederick Bishop ouvrit à son tour un comptoir en 1906. L'école a été construite en 1923, suivie par la poste et une église orthodoxe en 1931.
Les habitants pratiquent une économie de subsistance à base de chasse et de pêche et de la récolte des fruits sauvages l'été.

## Démographie
| 1930 | 1940 | 1950 | 1960 | 1970 | 1980 |
| ---- | ---- | ---- | ---- | ---- | ---- |
| 133  | 86   | 120  | 122  | 109  | 107  |

| 1990 | 2000 | 2010 | - | - | - |
| ---- | ---- | ---- | - | - | - |
| 106  | 100  | 86   | - | - | - |

## Sources et références
- (en) CIS

- (en) Cet article est partiellement ou en totalité issu de l’article de Wikipédia en anglais intitulé « Sleetmute, Alaska » (voir la liste des auteurs).

1. ↑  « Statistiques des États-Unis - Alaska - Profils des communautés de 2010 » (consulté en novembre 2020)